# 샤페로닌
샤페로닌(영어: chaperonin) 또는 HSP60은 세포에 존재하는 단백질의 일종이다. 샤페로닌은 새롭게 생성된 폴리펩타이드 사슬이 잘 접혀서 정상적인 단백질로 기능할 수 있도록 도와주는 역할을 한다. 샤페로닌은 폴리펩타이드 사슬이 접히는 것에 직접적으로 관여하지는 않으나, 폴리펩타이드를 정상적으로 단백질을 형성하는 데 방해가 되는 외부환경으로부터 격리시킨다.

## 같이 보기
- 열충격단백질

## 참고 문헌
- Campbell, N. A. et al., Biology, 8th edition, San Francisco: Pearson Benjamin Cummings, 2007.